# カール・インマーマン

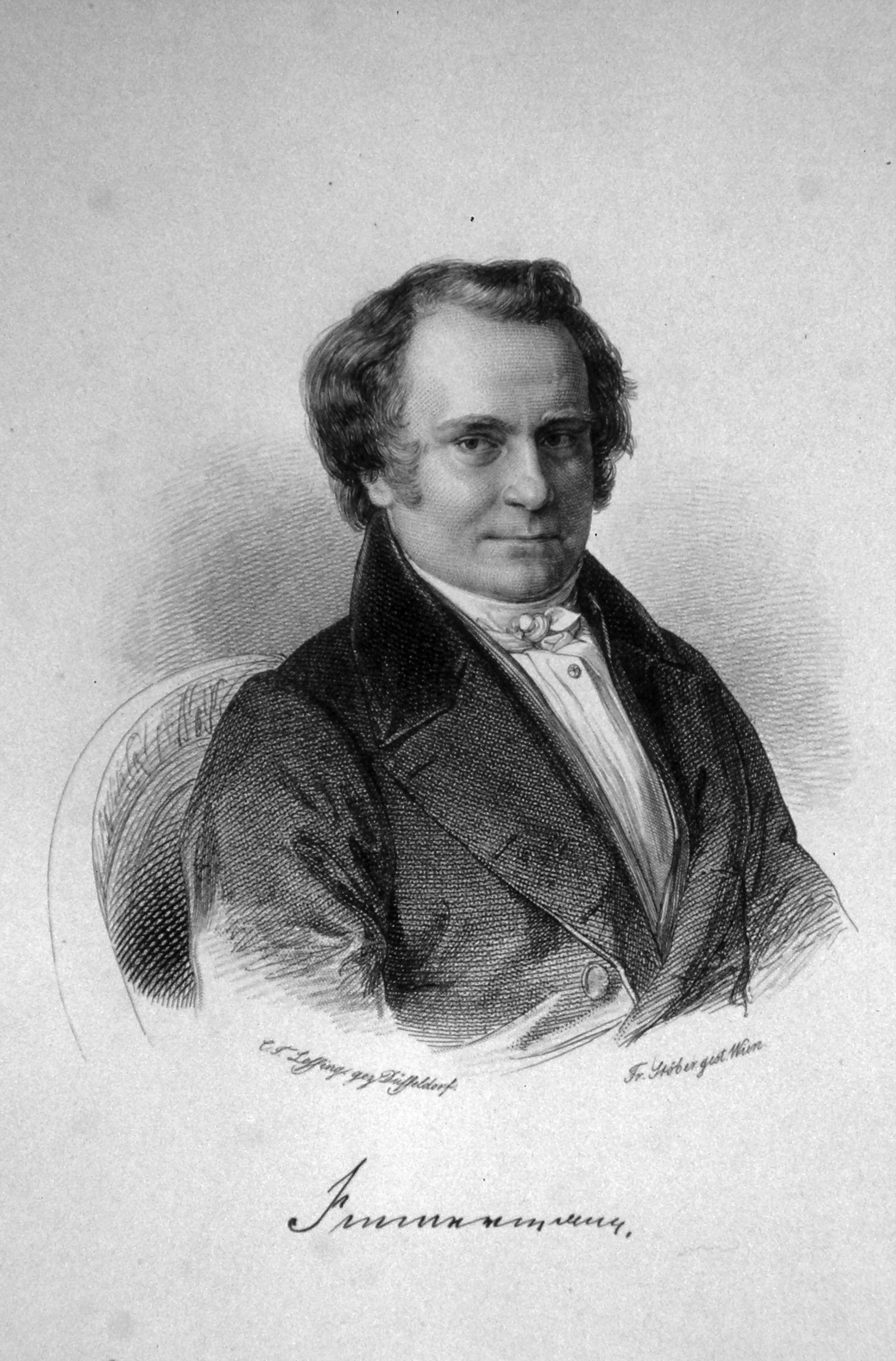
カール・インマーマン

カール・インマーマン（Karl Leberecht Immermann、1796年4月24日 - 1840年8月25日）は、ドイツの文学者・劇作家。

## 生涯
1796年、マクデブルクでプロイセン高官の子息として生まれた。ナポレオン戦争の最中である1813年よりハレで学び、ドイツ・ナショナリズムに目覚めていった。1815年のワーテルローの戦いなどに従軍し、パリ占領にも加わっている。ウィーン体制下ではミュンスター、マクデブルクで官職についたのち、1827年よりデュッセルドルフで司法官をつとめ、そのかたわらで作家活動を続けていた。
1836年の作品『エピゴーネン』では、富裕市民であるヘルマンの生涯を扱いながら、当時のドイツにおける知識人・学生・特権階級などの姿を描き出している。1838年から1839年にかけて執筆した『ミュンヒハウゼン』でも、やはり当時の社会における各集団を、辛辣なユーモアを通じて描写している。この頃、詩人のフェルディナント・フライリヒラートと知り合っている。
1840年、デュッセルドルフで病死。ゴルツハイム墓地に埋葬された。デュッセルドルフ市では、彼の名にちなんだ「インマーマン文学賞」を設けている。